# Коряк Володимир Дмитрович
Коря́к Володи́мир Дми́трович  (справжні ім'я та прізвище Блю́мштейн Во́лько Дави́дович; 2 (14) січня 1889, Слов'янськ, Харківська губернія, Російська імперія — 22 грудня 1937, Київ, Українська РСР, СРСР) — український літературознавець, літературний критик і викладач єврейського походження.

## Біографія

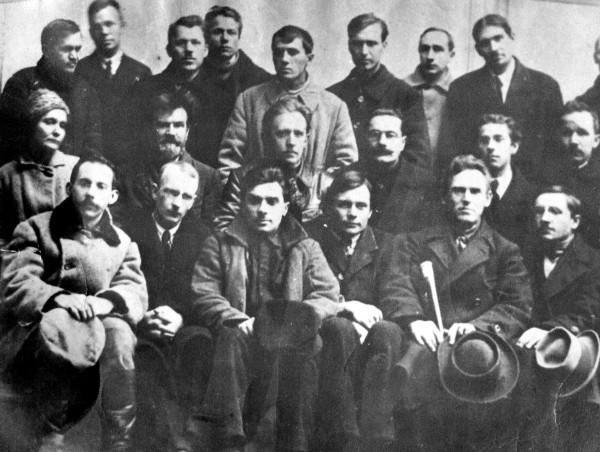
Зустріч харківських і київських митців. Київ, 1923 р. З ліва на право, перший ряд: Максим Рильський, Юрій Меженко, Микола Хвильовий, Майк Йогансен, Григорій Михайлов, Михайло Вериківський. Другий ряд: Наталя Романович, Михайло Могилянський, Василь Еллан-Блакитний, Сергій Пилипенко, Павло Тичина, Павло Филипович. У третьому ряду стоять: Дмитро Загул, Микола Зеров, Михайло Драй-Хмара, Григорій Косинка, Володимир Сосюра, Тодось Осьмачка, Володимир Коряк, Михайло Івченко

Народився в Слов'янську, нині — Донецька область, Україна. Син купця. Навчався на юридичному факультеті Харківського університету, звідки його виключили за участь у есерівському (за ін. даними — есдеківському) гурткові й 1915 року засудили до заслання в Тургайську область (нині — територія Казахстану).
Після Лютневої революції 1917 року повернувся до України, мешкав у Вовчі (нині — Вовчанськ) Харківської області, де працював у місцевій «Просвіті» й редагував журнал «Світло» (1918). 23 квітня 1917 у Харкові в приміщенні Дворянського зібрання виступив з рефератом "Російські політичні партії, українофили і українська справа". 30 квітня Коряк виступив на українській маніфестації у Харкові від УПСР.
Член УПСР з 1917 року; належав до її лівого крила, яке в травні 1918 року вийшло з партії і 1919 року оформилося в УКП(б).
З березня 1920 року — член КП(б)У. У 1919–1920 роках працював в установах Наркомосу УСРР в Києві й Харкові, у 1921–1924 роках — в редакціях журналу «Шляхи мистецтва» й газети «Вісти ВУЦВК».

### Викладацька діяльність
У 1925–1936 роках — професор і завідувач кафедри української літератури Харківського Інституту Народної Освіти (згодом Харківського університету).

### Репресії
30 вересня 1937 року його виключено з КП(б)У як «буржуазного націоналіста, що не бажав роззброїтися проти Радянської влади». 1 жовтня Володимира Коряка заарештували органи НКВС. 21 грудня відбулася «церемонія» суду. Під час якої його було засуджено до найвищої міри покарання за контрреволюційну діяльність. Розстріляний наступного дня.

### Цитата зі сталінських списків[3]
- КОРЯК Владимир Дмитриевич

07.12.37 Украинская ССР, Киев-центр Кат. 1
- За Сталин, Молотов, Жданов

Одночасно з ним, у той саме день, смертний вирок від трьох катів радянського народу отримали також письменники Микола Філянський, Антін Дикий та Денис Галушка.

### Реабілітація
У 1956 році Володимира Коряка було посмертно реабілітовано.

## Творча діяльність
Належав до Спілки пролетарських письменників «Гарт» (1923–1927), ВУСПП (1927–1932) і СРПУ (з 1934).
Був автором таких праць як «Тарас Шевченко», «Нарис історії української літератури» та двотомника під такою ж назвою. Досліджував творчість Василя Стефаника. У 1926–1936 роках — керівник кабінету радянської літератури Інституту Тараса Шевченка.
У 1930-х роках був широко відомий розгромними виступами проти окремих літераторів, до числа яких належав Микола Хвильовий. Близькість до кіл офіційної критики (до зав. відділом ЦК КП(б)У А. Хвилі) та ортодоксальні критичні виступи створили Коряку відповідну репутацію.

## Твори
- До брами. — Київ, 1913.
- Українська державність і нова роля «Просвіт». — Вовча, 1918.
- Тарас Шевченко. — Харків, 1919. (5-те вид., Харків, 1920)
- До дитячої комуни. — Харків, 1921.
- Поет української інтелігенції М. Коцюбинський. 1913–1923. — Харків, 1923.
- Шість і шість. — Харків, 1923.
- На літературному фронті. Українська література перед VII жовтнем. — Харків, 1924.
- Нарис історії української літератури. І. Література передбуржуазна. — Харків, 1925. (2-ге вид., Харків, 1927).
- Боротьба за Шевченка. — Харків, 1925.
- Організація Жовтневої літератури. — Харків, 1925.
- Хвильовистий соціологічний еквівалент. Лист темної людини. — Харків, 1927.
- Українська література. Конспект. — Харків, 1928. (3-тє вид., Харків, 1931).
- Українська література. Питання марксівського літературознавства. — Харків, 1928.
- Нарис історії української літератури. Література буржуазна. — Харків, 1929.
- Робітничий клас в українській літературі. — Харків, 1929.
- Селянський Бетховен. Творчість В. Стефаника. — Харків, 1929.
- Життя М. Коцюбинського. — Харків, 1929.
- Життя Тараса Шевченка. — Харків, 1929. (2-ге вид., Харків, 1930).
- В боях. — Харків, 1933.